# バスク・ボール

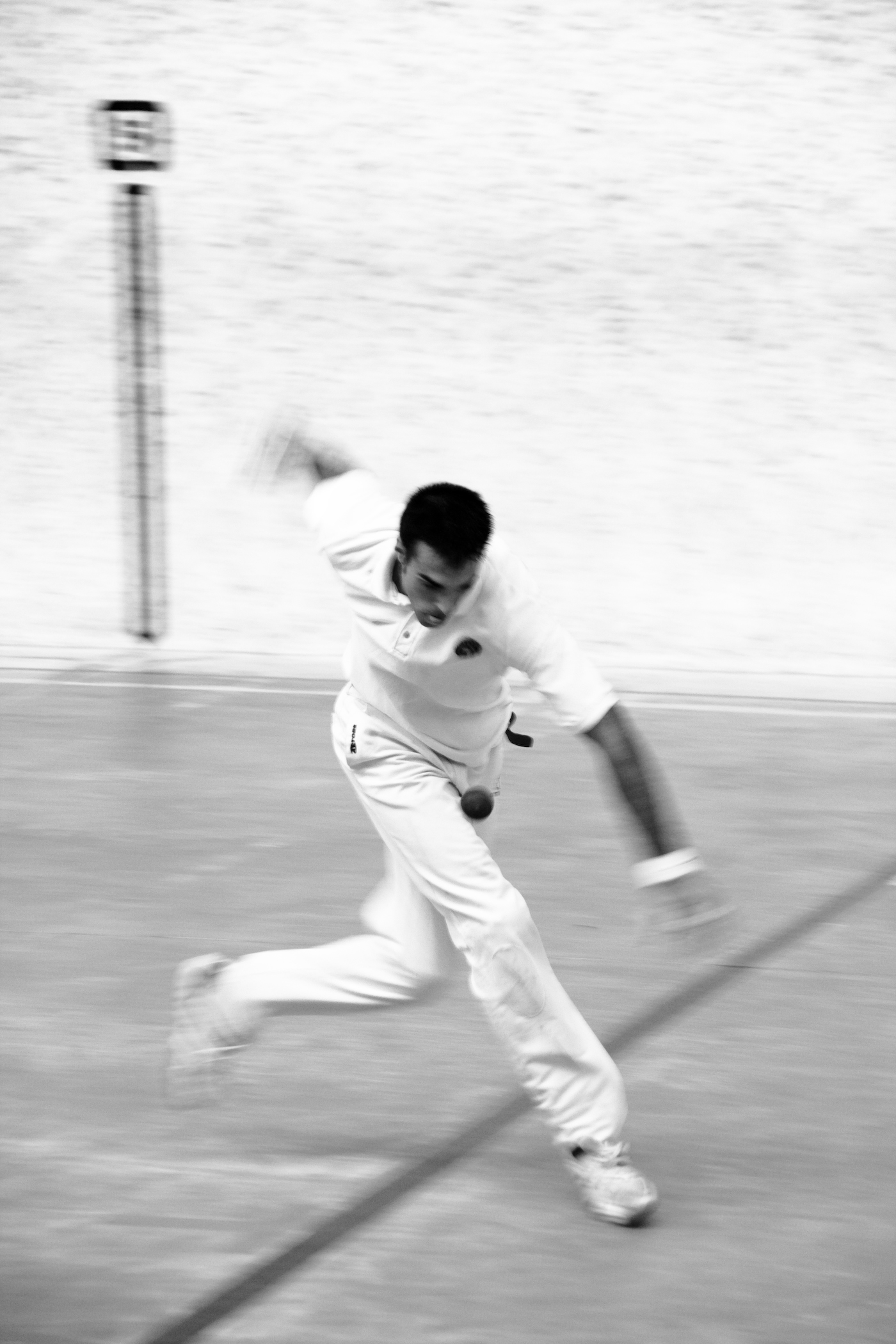
断片的に登場するバスク・ペロタ

『バスク・ボール』（スペイン語: La pelota vasca: la piel contra la piedra, バスク語: Euskal pilota: larrua harriaren kontra, 英語: The Basque Ball: Skin Against Stone）は、2003年にスペインで製作されたドキュメンタリー映画。脚本・監督はバスク人のフリオ・メデム。

## 背景
この映画の意図は、バスク地方に存在してしばしば暴力的となる、異なる政治的立ち位置の架け橋となることである。そのため、監督のフリオ・メデムは、対談を拒否した組織同士があたかも対話しているかのように、フィルム上でインタビューを編集した。問題の背景についての文脈が欠如していることから、 バスク紛争についての前提知識のない観客は、この映画を理解するのが困難かもしれない。この映画がバスク問題に精通した人々向けに描かれていることは明白である。この映画にはバスクが関連したいくつもの映画の断片が使用されており、『Edurne, modista bilbaina』（1924年）、『El Mayorazgo de Basterretxe』（1929年）、『Around the World with Orson Welles』（1955年）、『Pelotaro』（ペロタ選手 : 1964年）、『Ogro』（オグロ作戦 : ジッロ・ポンテコルヴォ監督, 1980年）、『Pelota』（ペロタ : 1984年）、『Vacas』（メデム自身の監督作品, 1992年）、『時間切れの愛』（イマノル・ウリベ監督, 1994年）、『40 ezetz』（1999年）、『Yoyes』（エレーナ・タベルナ監督, ヨイエスというETA女性活動家の伝記, 2000年）などが用いられている。またインタビューやハイアライの選手の映像を頻繁に挿入している。

## 批評
このドキュメンタリーの大きな争点のひとつは、 バスク問題のふたつの主体者、国民党(PP)の現職議員とバスク祖国と自由(ETA)の活動家が対談インタビューへの参加を拒否したことである。この映画は完成後にサン・セバスティアン国際映画祭に出品されたが、国民党議員は映画祭の主催者に対して、この映画の適合性について再考することを要請した。彼らの対談インタビュー拒否が理由で、この映画は不完全なドキュメンタリー映画となった。この映画は双方の側から公に批判され、バスク人であるメデムは、国民党側からは「ETAの代理人」、ETA側からは「スペイン軍の代理人」であるとして非難された。実際に、インタビューを受けた人物の中でフォロ・エルムアのイニャキ・エスケラとゴツォネ・モラは、メデムにインタビューの撤回を求めた。彼らは、メデムがスペインの治安警察と警察を拷問者とみなし、ETAやETAの支持者を被害者とみなしているとして非難した。このような抗議が行われたが、映画の公開日が差し迫っていたために、彼らのインタビューは残された。映画公開後、バスク地方の歴史についてより深く理解できる、計7時間、3枚組に編集された特別版DVD(ISBN 0-499-01513-4)とスペイン語の書籍(ISBN 84-03-09425-6)がリリースされたが、7時間版DVDにフォロ・エルムアのインタビューは収録されていない。

## 映画に登場する人物
原則として映画が公開された2003年時点での役職を記している。

### 政治家とその関係者
- アルベルト・カタラン - ナバーラ国民党(UPN)書記長。
- ダニエル・ムヒカ - 2001年にETAに殺害されたナバーラ国民党所属議員であるホセ・ハビエル・ムヒカの息子。
- パブロ・モスケラ - アラバ連合(UA)書記長。
- フェリーペ・ゴンサーレス - 元スペイン首相（1982年-1996年）。社会労働党(PSOE)所属。
- フアン・マヌエル・エギアガライ - 元スペイン産業大臣。社会労働党所属。
- ゴツォネ・モラ - 元バスク社会党(PSE)幹部。ETAによる脅迫を受けた。
- チキ・ベネガス - 元バスク社会党書記長。
- グレゴリオ・ペセス＝バルバ - 元スペイン国会下院議員。「スペイン憲法の父」。社会労働党所属。
- パチ・ロペス - バスク社会党書記長。
- オドン・エロルサ - サン・セバスティアン市長。バスク社会党所属。
- アナ・ウルチュエギア - ラサルテ＝オリア市長。バスク社会党所属。ETAによる脅迫を受けた。
- ラモン・エチェサレタ - サン・セバスティアン市議会議員。バスク社会党所属。ETAによる脅迫を受けた。
- エドゥアルド・マディーナ - エウスカディ社会主義青年団書記長。ETAの攻撃で右足を失った。
- マイシャベル・ラサ - ETAによって殺害されたバスク社会党所属議員フアン・マリア・ハウレギの妻。
- ハビエル・マドラソ - バスク統一左翼(EB-B)の一般責任者。
- シャビエル・アルサリュス - 元バスク民族主義党(PNV)党首。
- カルロス・ガライコエチェア - 元バスク民族主義党党首。元バスク州首相（レンダカリ）。
- ホセ・アントニオ・アルダンサ・ガロ - 元バスク州首相。バスク民族主義党所属。
- フアン・ホセ・イバレチェ - 現バスク州首相。バスク民族主義党所属。
- ホセバ・アレギ - 元バスク州文化大臣。バスク民族主義党所属。
- ホセ・アンヘル・クエルダ - 元ビトリア＝ガステイス市長。バスク民族主義党所属。
- ベゴニャ・エラスティ - バスク連帯(EA)党首。
- ジャン・グレネ - バイヨンヌ市長。
- パチ・サバレタ - アララール事務局長。
- フレン・マダリアガ - ETAの共同創設者。アララールのメンバー。
- チョミン・スルアガ - 政治学教授。エリ・バタスナとHASIの創設者。
- アルナルド・オテギ - バタスナの書記長。
- チェマ・モンテーロ - 弁護士。エリ・バタスナの元活動家。サビノ・アラナ財団のメンバー。

### 学者・ジャーナリストなど
- カルメン・ガルデアーノ - バスクの囚人との和解を求める法的機関であるエシェラット（スペイン語版）会長のシャビエル・ガルデアーノの娘。シャビエルは1985年にGALに殺害された。
- アニカ・ヒル - ETAの協力者であるとされて治安警察に逮捕された人物。刑務所で拷問を受けたと主張している。
- エバ・スアレス - アムネスティ・インターナショナルスペイン支部長。
- テオ・サントス - エルツァインツァ（スペイン語版）のメンバー。
- クリスティーナ・サガルサス - 1996年にETAに殺害されたラモン・ドラルの妻。
- ウル・ゴロスティアガ – ル・ジュールナル・デュ・ペイ・バスク(Le journal du Pays Basque)紙の設立者。
- アントニ・バティスタ - ジャーナリスト・著作家・音楽評論家。ラ・バングアルディア紙の編集者。
- イニャキ・エスケラ - ジャーナリスト・著作家。ETAの脅迫を受けた。
- マリアーノ・フェレール - ジャーナリスト。
- アントニオ・アルバレス・ソリス - ジャーナリスト。
- イニャキ・ガビロンド - ジャーナリスト。カデーナ・セールの「オイ・ポル・オイ」の元ディレクター・司会者。クアトロTVのニュースディレクター。
- ハビエル・アングロ - ジャーナリスト。
- シャビエル・エグスキツェ - 即興詩歌人・テレビ司会者・ジャーナリスト。
- ハビエル・オルティス - エル・ムンド紙のジャーナリスト・随筆家・編集者。
- ヘスス・アルトゥナ - 歴史学者・人類学者。
- トマス・ウルサインキ - 歴史学者・著作家。
- フアン・パブロ・フシ - 歴史学者。
- Jean Louis Davant - 著作家。バスク語アカデミー会員。
- ホセ・マリア・サトゥルステギ - 人文主義作家・民族誌学者。バスク語アカデミー会員。
- ジャン・ハリチェラル - バスク語アカデミー会長。
- アンデル・マンテロラ - 民族誌学者。
- パコ・エチェベリア - 検視官。
- ラモン・サリョ - 情報科学博士。
- ホセ・マリア・ガルメンディア - スペイン現代史教授。
- フェルナンド・レイナレス - 政治学教授。国際連合(UN)のテロリズム防止部門（スペイン語版）の専門家。
- アントニオ・エロルサ - 政治学教授・著作家。ETAの脅迫を受けた。
- ラモン・アルサテ - 精神社会学者。
- イマノル・スベロ - 社会学博士。平和のための協会（スペイン語版）のメンバー。
- ホセ・イグナシオ・ルイス・デ・オラブエナガ - 社会学・政治学教授。
- ハビエル・エルソ - 社会学教授。ETAの脅迫を受けた。
- ラモン・シャイサルビトリア - 社会学者・バスク語作家。
- ベルナルド・アチャーガ- バスク語作家。
- キルメン・ウリベ - バスク語作家。
- ハビエル・サダバ - 哲学者。
- アンチョン・ラフォン - 実業家。元バイヨンヌ商工会議所長。
- チェチョ・ベンゴエチェア - ミュージシャン。
- フェルミン・ムグルサ - ミュージシャン。
- サビノ・アジェスタラン - 心理学教授。フランシスコ会士。
- イニャキ・ビリョタ - 聖職者。
- アレック・リード - 聖職者。
- ハリー・バーンズ - 紛争解決のための組織であるカーター・センター（スペイン語版）の元ディレクター。
- ヨナン・フェルナンデス - 平和のための社会運動エルカリ（英語版）創設者。
- ウエルバ刑務所に収監中のETAの囚人の親族数名。

### 特別版DVDのみの収録者
特別版DVDには、以下の人物のインタビューが収録されている。
- アルフレード・マルコ・タバル - 弁護士。国民党(PP)所属。バスク自治憲章策定者。
- エルネスト・ラドソン・ゲバラ - フォロ・エルムア設立者。アラバ連合(UA)メンバー。
- エミリオ・ゲバラ - バスク自治憲章策定者。
- フランシスコ・レタメンディア - 政治学教授。元ETA(pm)リーダー。
- マリオ・スビアガ - 政治学教授。
- メルチェ・アイスプルア - ジャーナリスト。ガラ紙ディレクター。
- アルベルト・スリオ - ジャーナリスト。エル・ディアリオ・バスコ紙記者。
- ローラ・バルベルデ - 歴史学者。
- イニャキ・エガニャ - 歴史学者。
- ホセ・アントニオ・アスピアス - 歴史学者。
- アランチャ・ウレタビスカイア - 歴史学者・編集者・著作家。
- ラウラ・ミンテギ - 歴史学者・ジャーナリスト・著作家・政治家。
- アンヘル・レカルデ - 著作家。元囚人。
- ネストル・バステレチェア - 彫刻家。
- マイテ・アリステギ - . バスク農業者協会（スペイン語版）メンバー。
- ラモン・ムヒカ - 公証人。
- ミケル・エレンチュン - ミュージシャン。
- オイエル・ゴロサベル - 平和主義者。
- ホセバ・スライカ - 人類学者。ネバダ大学リノ校バスク研究センター所長。

## 受賞
| 賞                     | カテゴリー         | 結果       |
| ---------------------- | ------------------ | ---------- |
| 2004年ゴヤ賞           | ドキュメンタリー賞 | ノミネート |
| 2004年ヨーロッパ映画賞 | ドキュメンタリー賞 | ノミネート |
| 2004年カルタヘナ映画祭 | 作品賞             | ノミネート |